# 增韞

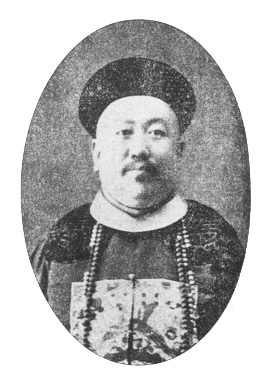

增韫（1869年—1946年）字子固，蒙古族，博爾津氏，蒙古镶藍旗人。清朝、中华民国、满洲国政治人物。

## 生平
增韫是清朝附生。光绪二十三年（1897年），任安东县知县。光绪二十四年（1898年），任承德县知县。光绪二十五年（1899年），任新民府知府。署理新民府知府期间，曾奉盛京将军增祺之命收编张作霖团练队为地方巡警前营马队，任命张作霖为帮带。光绪三十一年（1905年）起，历任奉天府府尹、湖北按察使、直隶按察使、直隶布政使、浙江巡抚等职务。
宣统三年（1911年）辛亥革命爆发，11月3日浙江谘议局请浙江巡抚增韫宣布浙江省独立，但遭到增韫拒绝。翌日，蔣介石率新军敢死隊一百餘人進入杭州，攻进浙江巡抚署，增韫被捕，不久获释。
1931年滿洲事變后，增韫投靠日本人，1933年2月12日，他任满洲国参议府参议。1937年5月7日，他转任宫内府参议官。1946年，去世。